# Азербайджано-польские отношения
Азербайджано-польские отношения — двусторонние дипломатические отношения между Азербайджаном и Польшей.

## История отношений
Дипломатические отношения между Азербайджаном и Польшей берут начало в XV веке, когда правитель Ак-Коюнлу Узун-Гасан установил дипломатические отношения с Ягайло.
В конце XIX – начале XX века в Баку стали приезжать известные инженеры и специалисты по строительству. Они участвовала в строительстве историко-архитектурных памятников и иных учреждений г. Баку, принимали участие в разработке крупных архитектурных проектов, построили здания школ, библиотек, общественных зданий, парков, бульваров.
Польскими архитекторами были созданы архитектурные проекты Дворца Муртузы Мухтарова, Здания Исмаилия, здание Исполнительной власти города Баку, особняк Ага Балы Гулиева. Работы польских архитекторов привнесли европейский стиль в облик Баку.
Действовало общество «Польский дом».
В период Первой мировой войны из Польши в Азербайджан были депортированы десятки тысяч поляков.
До Октябрьской революции в Баку действовала диаспорская организация «Польский комитет». 8 января 1915 года Польский Комитет устроил в Баку концерт для помощи пострадавшим в Польше от Первой мировой войны. В концерте принял участие Леопольд Ростропович. В 1914 году Ростропович также давал концерты в Баку.
В Государственной думе Российской Империи Ледински и Алимардан-бек Топчибашев создали специальную группу для борьбы за автономию Польши и Азербайджана.
Во время основания Азербайджанской Демократической Республики в 1918 году первым начальником штаба армии Азербайджана стал польский генерал Матвей Сулькевич.

## Дипломатические отношения

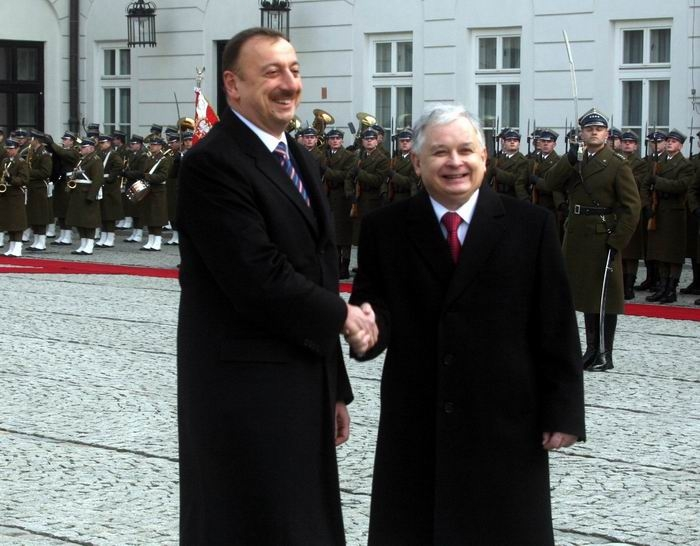
Лех Качиньский и Ильхам Алиев, 2008.

Польша признала независимость Азербайджана 27 декабря 1991 года.
Дипломатические отношения установлены 21 февраля 1992 года.
Посольство Польши в Азербайджане открыто 23 августа 2001 года. Посольство Азербайджана в Польше открыто 30 августа 2004 года.
В парламенте Азербайджана действует двусторонняя рабочая группа по отношениям с Польшей. Руководитель группы — Саттар Мехбалыев.
Интенсивные дипломатические контакты начали развиваться после визита Гейдара Алиева в Польшу в августе 1997 года, и ответного визита президента Польши Александра Квасьневский в октябре 1997.
Обе страны являются полноправными членами Совета Европы и ОБСЕ.
Между странами подписан 51 документ.

## В области экономики
С 2006 года действует межправительственная комиссия по экономическому сотрудничеству.
На декабрь 2018 года Польша инвестировала в Азербайджан более $20 млн. Азербайджан инвестировал в Польшу $6,5 млн.
В Азербайджане действует 21 компания Польши в сфере услуг, промышленности и торговли.
С 2022 года реализуется совместная программа V4-Azerbaijan Tech Bridge по развитию высокотехнологичных стартапов.
6 декабря 2018 года в Варшаве открыт Торговый дом Азербайджана в Польше. В торговом доме представлена продукция азербайджанских компаний.

### Товарооборот (тыс. долл)
| Год  | Экспорт Азербайджана | Импорт Азербайджана | Сумма товарооборота |
| ---- | -------------------- | ------------------- | ------------------- |
| 2020 | 4 766,05             | 109 111,14          | 113 877,19          |
| 2021 | 5 457,16             | 105 575,27          | 111 032,43          |
| 2022 | 21 455,10            | 119 559,98          | 141 015,08          |
| 2023 | 11 559,38            | 149 723,61          | 161 282,99          |

Структура экспорта Азербайджана: пропилен, фруктовые соки, овощи, фундук, керосин, строительные материалы.
Структура экспорта Польши: дизельные двигатели, лекарства, кондитерские изделия, промышленное оборудование, оборудование для строительной отрасли.

## В сфере туризма
Польская авиакомпания LOT c 28 мая 2022 года осуществляет авиарейсы по маршруту Баку — Варшава — Баку.

## Культура

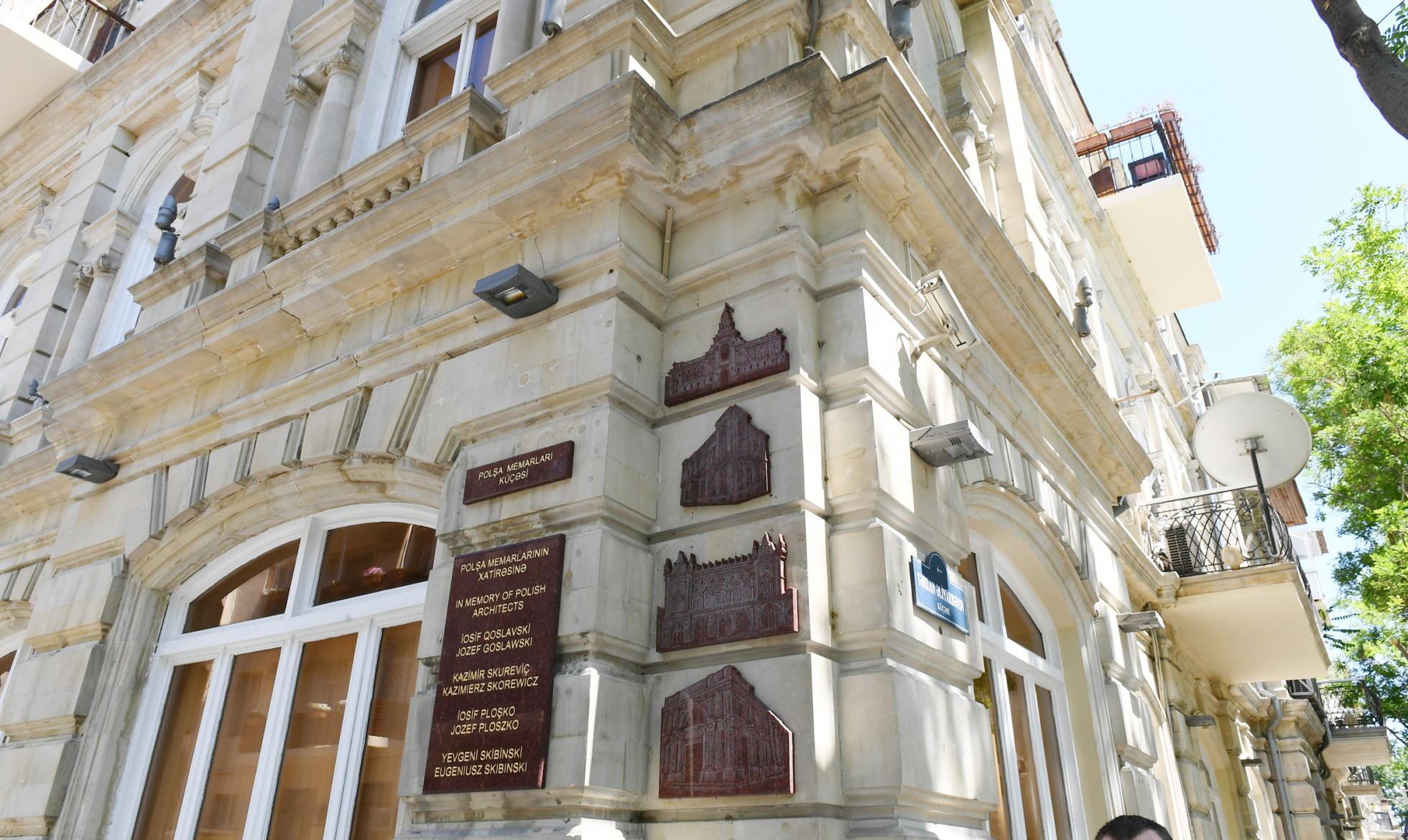
Мемориальные доски памяти польских архитекторов Баку

В Варшаве установлен памятник военному деятелю АДР поляку Мацею (Сулейману) Александровичу Сулькевичу и азербайджанцу Вели беку Ядигяр, посвященный памяти борцов за независимость Азербайджана и Польши.
На польском языке издаётся серия книг Азербайджан — Польша, в рамках которой опубликовано свыше 40 книг, в том числе «Кероглу», «Огузхан», «Азербайджанский фольклор», «Народные мудрости».
Одна из центральных улиц Баку получила название «улица Польских архитекторов».
31 мая 2019 года в Баку на улице Польских архитекторов в рамках официального визита польского президента Анджея Дуда с участием президента Азербайджана Ильхама Алиева состоялось открытие мемориальных досок памяти польских архитекторов Иосифа Гославского, Казимира Скуревича, Иосифа Плошко, Евгения Скибинского.
Советом польских азербайджанцев организуются концерты азербайджанской музыки.
В Польше издан сборник «Польско-азербайджанские сказки». В книге азербайджанские сказки переведены на польский язык, а польские — на азербайджанский.
В Польше проводятся акции и выставки в связи с Ходжалинской трагедией.
В г. Хойна, на аллее, где захоронены участники Второй мировой войны, захоронен Магомет Магомаев, отец Муслима Магомаева.
В Польше расположены 29 памятных уголков и памятников, связанных с Азербайджаном.

## Диаспора
С 2017 года в Польше функционирует Молодежный совет азербайджанцев Польши, при котором действуют объединения азербайджанцев Варшавы, Вроцлава, Катовице и Лодзи.
Действуют Дом Азербайджана в Варшаве, Совет азербайджанцев Польши.
С началом российско-украинской войны Дом Азербайджана в Польше оказал помощь азербайджанцам — беженцам из Украины.
В Азербайджане проживают тысячи поляков.